# Winter Songbook
『Winter Songbook』（ウィンター・ソングブック）は平原綾香のコンセプト・カバーアルバム。EMI Recordsから2014年11月12日に発売された。

## 解説
カバー・アルバムとしては同年発売の『my Classics selection』から約5か月での発売となった。
本作は、誰もが知る有名な洋楽のヒット曲から隠れた名曲までをカバーしたものである。平原いわく今回のコンセプトは"ホリデーアルバム"であり、それらに沿った楽曲がオペラから民謡までの幅広いジャンルから選ばれた。

## 製作背景
平原は本アルバムの制作を決定した際、海外ではクリスマスに家族や恋人、大切な人と共に聴けるクリスマス・アルバムのことを"ホリデーパック"または"ホリデーアルバム"ということを知ったといい、日本にはあまり馴染みの無い文化であったものの、家族の集まりでよくかかっているとのことで、そういったコンセプトのアルバムを作ろうかと思い至ったという。

## 収録曲
1. Auld Lang Syne〜蛍の光
作詞：Robert Burns / 日本語詞：稲垣千頴 / 作曲：スコットランド民謡
原曲「オールド・ラング・サイン」
2. アルジャーノンに花束を〜Song of Bernadette
作詞：Bill Elliott・Lenard Cohen・Jennifer Warnes・日本語詞：平原綾香 / 作曲：Bill Elliott・Lenard Cohen・Jennifer Warnes
原曲：Song of Bernadette
3. Happy Xmas (War Is Over)
作詞：John Lennon・Yoko Ono・日本語詞：平原綾香 / 作曲John Lennon・Yoko Ono
原曲：ジョン・レノン & オノ・ヨーコ『ハッピー・クリスマス（戦争は終った）』
4. HAPPY
作詞・作曲：Pharrell Williams
原曲：ファレル・ウィリアムス『HAPPY』
5. 私のお気に入り〜My Favorite Things
作詞：Oscar Hammerstein II・日本語詞：もりちよこ / 作曲：Richard Rodgers
原曲：『私のお気に入り』
6. Smile〜一緒に顔晴る君へ
作詞：Geoffrey Parsons、John Turner / 作曲：Charles Chaplin
原曲：チャールズ・チャップリン『Smile』
7. My first love
作詞：平原綾香 / 作曲：イギリス民謡・キャロル
イギリス民謡『The First Noel』
8. 青春の輝き〜I Need To Be In Love
作詞・作曲：Richard Lynn Carpenter・John Bettis・Albert Louis Hammond
原曲：カーペンターズ『青春の輝き』
9. 愛は花、君はその種子〜The Rose
作詞：Amanda McBroom・訳詞：高畑勲 / 作曲：Amanda McBroom
原曲：ベット・ミドラー『The Rose』
10. Love Never Dies〜愛は死なず
作詞：Glenn Slater・翻訳/訳詞：竜真知子 / 作曲：Andrew Lloyd Webber